# Климушко Борис Євгенович
Бори́с Євге́нович Климушко (нар. 30 червня 1931, Дніпропетровськ — пом. 15 травня 1991, Київ) — український скульптор радянських часів, 1982 — заслужений художник УРСР.
У 1952–1958 роках навчався в Київському художньому інституті у М. Лисенка.

### Серед його творів
- 1965 — «Хвилина мовчання»,
- 1973 — «Олекса Довбуш»,
- 1982 — «Ярослав Мудрий»,
- монументи: 1968 — «Перемога», Кривий Ріг,
- 1975 — «Дружба народів» — біля смт. Сеньківка Городнянського району Чернігівської області,
- 1977 — пам'ятник Івану Федьку, Ромни,
- 1982 — «Навіки разом», Переяслав,
- 1982 — меморіальний ансамбль «Героям Аджимушкайської оборони», Керч, ці роботи створив у співавторстві з Євгеном Горбанем,
- 1982 — пам'ятник В. І. Леніну у місті Чорнобиль.

## Зображення

Пам'ятник Іванові Федьку у Ромнах
Пам'ятник на честь 325-річчя Переяславської ради в Переяславі
Вхід до музею історії оборони Аджимушкайських каменярень